# Department of Health and Social Security
Le Department of Health and Social Security (littéralement en français : ministère de la Santé et de la Sécurité sociale) (communément appelé DHSS) est un ministère du gouvernement britannique qui a existé pendant vingt ans, de 1968 à 1988, et était dirigé par le secrétaire d'État à la Santé et aux Services sociaux (Secretary of State for Health and Social Services (en)).

## Histoire
Jusqu'en 1968, les responsabilités en matière de sécurité sociale étaient partagées entre le Ministry of Pensions and National Insurance (en), et les responsabilités en matière de santé, par le ministère de la Santé.
En 1988, le département a été à nouveau scindé en un département distinct de la santé et un département de la sécurité sociale.
En 2001, le ministère du Travail et des Retraites a été créé à partir du ministère de la Sécurité sociale, absorbant les fonctions d'emploi qui relevaient auparavant de la responsabilité du ministère de l'Éducation et de l'Emploi depuis la dissolution du ministère de l'Emploi en 1995.